# Caixa-forte

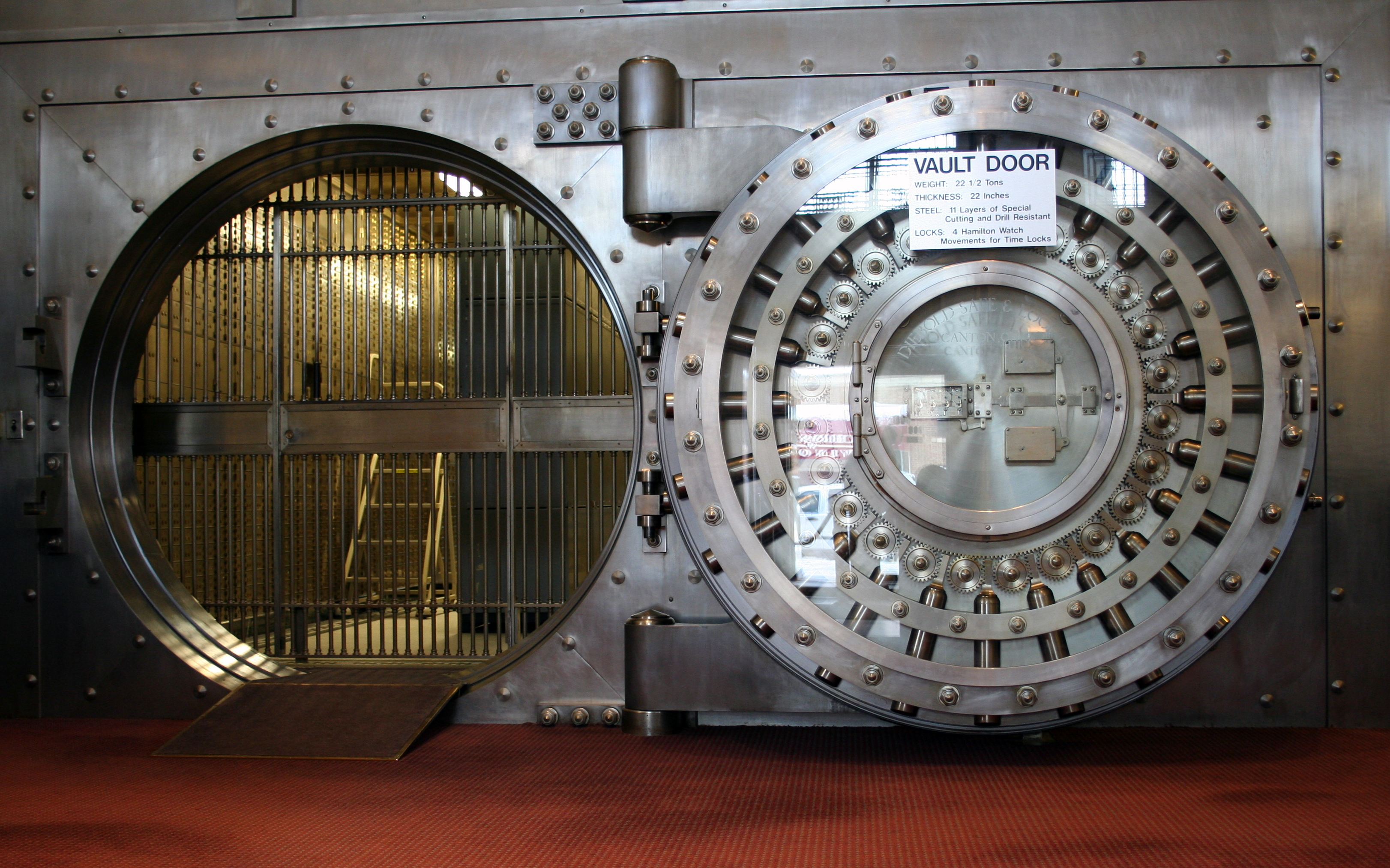
Porta de uma velha caixa-forte

Uma caixa-forte, também conhecida como cofre-forte e casa-forte, é um recinto altamente seguro onde dinheiro, objetos de valor (joias, pedras preciosas etc.), registros e documentos são armazenados. A construção de uma caixa-forte tem, como objetivo primordial, salvaguardar o que há em seu interior de roubos, uso desautorizado, incêndios, desastres naturais e outras ameaças, da mesma maneira que faz um cofre, porém este em escala reduzida. Outra diferença essencial entre um cofre e uma caixa-forte é que esta última é parte integrante do edifício que foi construída.